# Castnia
Castnia är ett släkte av fjärilar. Castnia ingår i familjen Castniidae.

## Bildgalleri

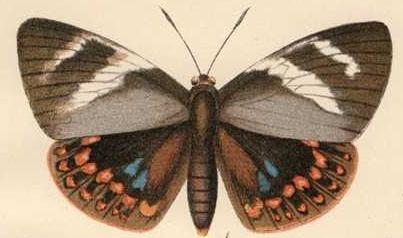

## Dottertaxa tillCastnia, i alfabetisk ordning[1]
- Castnia albomaculata
- Castnia allyni
- Castnia aurantiomaculates
- Castnia chocoensis
- Castnia dincadu
- Castnia erniliae
- Castnia erycina
- Castnia escalantei
- Castnia estherae
- Castnia flavimaculata
- Castnia hondurana
- Castnia immaculata
- Castnia inca
- Castnia insularis
- Castnia laura
- Castnia licoidella
- Castnia licoides
- Castnia licus
- Castnia macularifasciata
- Castnia magdalena
- Castnia mexicana
- Castnia microsticta
- Castnia pauperata
- Castnia peruviana
- Castnia plumbeocoerulescens
- Castnia rubromaculata
- Castnia sebai
- Castnia strandi
- Castnia talboti